# Dizain
Dizain [dizẽ'] (prema fr. dix : deset), francuska osmeračka ili deseteračka pjesma iz 16. stoljeća s rimom ababbccdcd.
Pojavljuje se kao samostalna kompozicija i u skupinama po tri ili pet dizaina sa završnim envoi, kada tvori baladu.

## Vanjske poveznice
- PoetsCollective.org – Poetry Forms: Dizain  Arhivirana inačica izvorne stranice od 26. rujna 2015. (Wayback Machine) (engl.)